# Quilombo Itambé
O Quilombo Itambé, em Chapada dos Guimarães, Mato Grosso, foi certificado como comunidade remanescente de quilombo pela Fundação Cultural Palmares. O reconhecimento do quilombo pela Fundação Palmares foi resultado de uma luta dos descendentes de ex-escravos que integram a comunidade.